# USS Jeannette (1878)
Pour les autres navires du même nom, voir USS Jeannette et HMS Pandora.
La première USS Jeannette (précédemment HMS Pandora), était une ancienne canonnière de la classe Philomel, rachetée à la Royal Navy par Sir Allen Young en 1875, pour son voyage dans l'Arctique en 1875-1876. Le navire est ensuite acquis en 1878 par James Gordon Bennett, propriétaire du New York Herald, et renommé Jeannette. Bennett était féru d'exploration et il obtint l'assistance de son gouvernement pour monter une expédition ayant pour but d'atteindre le pôle Nord en passant par le détroit de Béring : l'expédition Jeannette.
Pris dans les glaces au cours de l'expédition, le navire est finalement broyé sous la pression des glaces le 13 juin 1881. Les naufragés tentèrent alors de rejoindre la terre en voyageant sur la banquise. La plupart périrent au cours de cette retraite, dont le capitaine du navire George Washington De Long.
Des débris de la Jeannette sont retrouvés quelques années plus tard sur un bloc de glace au large du Groenland. Cette découverte amena certains scientifiques à formuler les premières hypothèses d'une dérive des glaces arctiques sous l'effet d'un courant marin et conduisit à l'expédition Fram qui permit de démontrer l'existence de la dérive transpolaire.